# Ibirajá
Ibirajá é um distrito da cidade de Itanhém, no estado da Bahia. O distrito pertence à microrregião Porto Seguro e à mesorregião Sul Baiano. 

## Turismo
O distrito possui atrativos turísticos, entre os quais está a Cachoeira Catabrigas, que com sua beleza natural atrai diversos visitantes. 

## Origem do Nome
O topônimo de origem tupi que significa: "planta que dá frutos".